# Železniško postajališče Mrtulek
Železniška postajališče Mrtulek je trenutno nedelujoča železniška postajališče v Gozd Martuljek.
Postajno poslopje stoji še danes na Vzhodnem delu naselja. Potniški promet na progi je bil ukinjen 1. aprila 1966.
V okviru obsežne posodobitve slovenskega železniškega omrežja naj bi tudi kranjskogorsko progo obnovili in zopet usposobili za potniški promet.
Železniško postajališče se nahaja v Gozd Martuljek, vendar se je klicalo Mrtulek.